# Distretto di Photharam
Il distretto di Photharam (in thailandese: โพธาราม) è un distretto (amphoe) della Thailandia, situato nella provincia di Ratchaburi.